# Sara Serraiocco
Sara Serraiocco, née le 13 août 1990 à Pescara dans la province du même nom dans les Abruzzes en Italie, est une actrice italienne. Elle est principalement connue pour ses rôles dans le film Salvo de Fabio Grassadonia et Antonio Piazza sorti en 2013, et L'Affranchie (La Ragazza del mondo) de Marco Danieli, sorti en 2016.

## Biographie
Après des études au Centro sperimentale di cinematografia de Rome, Sara Serraiocco obtient l'un des rôles principaux du film policier italien Salvo de Fabio Grassadonia et Antonio Piazza. En 2014, elle interprète le rôle de Claire d'Assise dans la mini-série Francesco de Liliana Cavani,.
En 2015, elle tient le rôle principal du premier film de Lamberto Sanfelice, Cloro, qui raconte l'histoire d'une jeune championne de natation bouleversée par la mort de sa mère. Elle remporte notamment le prix d'interprétation féminine au festival du film italien d'Annecy pour ce rôle.
En 2016, elle tient le principal rôle féminin de L'Affranchie (La Ragazza del mondo), le premier film du réalisateur Marco Danieli. Elle remporte avec ce rôle un second prix d'interprétation à Annecy et le prix Mariangela Melato de la meilleure actrice lors du Bari International Film Festival, ainsi qu'une nomination au Ruban d'argent de la meilleure actrice.
En 2017, elle joue à nouveau un premier rôle dans le drame Non è un paese per giovani de Giovanni Veronesi et endosse le rôle d'une mystérieuse assassine dans la mini-série Counterpart du réalisateur norvégien Morten Tyldum. Elle tourne également aux côtés de Claudio Santamaria et Marco D'Amore dans la comédie noire Brutti e cattivi de Cosimo Gomez (it).
En 2022, elle est choisie comme membre du jury de la 72e édition du Festival international du film de Berlin (Shooting Stars award).

## Filmographie

### Cinéma
- 2013 : Salvo de Fabio Grassadonia et Antonio Piazza : Rita
- 2015 : Cloro de Lamberto Sanfelice : Jenny
- 2015 : L'Accabadora d'Enrico Pau (it) : Tecla
- 2015 : Lazzaro vieni fuori (court métrage) de Lorenzo Caproni : Sara
- 2015 : Marciapiedi (court métrage) de Nicola Ragone : la fille
- 2016 : L'Affranchie (La Ragazza del mondo) de Marco Danieli : Giulia
- 2017 : Non è un paese per giovani de Giovanni Veronesi : Nora
- 2017 : Affreux et méchants (Brutti e cattivi) de Cosimo Gomez (it) : la danseuse
- 2018 : A Jacket (court métrage) de Marco Armando Piccinini : Giorgia
- 2018 : In viaggio con Adele d'Alessandro Capitani : Adele [5].
- 2019 : L'Homme sans pitié (Lo spietato) de Renato De Maria : Mariangela
- 2020 : Non odiare de Mauro Mancini : Marica Minervini
- 2020 : Io stono bene de Donato Rotunno : Leo
- 2021 : All Star - Ritorno al cinema (court métrage) de Vincenzo Alfieri et Federico Mauro : la fille à la billetterie
- 2022 : Siccitá de Paolo Virzi : Giulia
- 2022 : Il signore delle formiche de Gianni Amelio : Graziella
- 2023 : Il primo giorno della mia vita de Paolo Genovese : Emilia
- 2023 : Il ritorno di Casanova de Gabriele Salvatores : Silvia
- 2024 : Vermiglio ou La Mariée des montagnes de Maura Delpero

### Télévision

#### Téléfilm
- 2014 : Francesco (téléfilm) de Liliana Cavani : Chiara

#### Série télévisée
- 2017–2019 : Counterpart de Morten Tyldum : Baldwin
- 2023 : Kaiser Karl, épisode 1 : Graziella Fontana

## Distinctions
- Globe d'or de la meilleure actrice en 2014 pour Salvo.
- Premio Guglielmo Biraghi (it) en 2014 pour Salvo.
- Prix d'interprétation féminine en 2015 pour Cloro au festival du film italien d'Annecy.
- Nomination au Globe d'or de la meilleure actrice en 2015 pour Cloro.
- Shooting Stars de la Berlinale en 2016.
- Prix d'interprétation féminine en 2016 pour L'Affranchie (La Ragazza del mondo) au festival du film italien d'Annecy.
- Prix Mariangela Melato de la meilleure actrice en 2016 pour L'Affranchie (La Ragazza del mondo) au Bari International Film Festival.
- Prix Pasinetti lors de la Mostra de Venise 2016 pour L'Affranchie (La Ragazza del mondo).
- Mention spéciale à l'actrice en 2017 pour L'Affranchie (La Ragazza del mondo) au festival du cinéma italien de Bastia.
- Nomination au Globe d'or de la meilleure actrice en 2017 pour L'Affranchie (La Ragazza del mondo).
- Nomination au Ruban d'argent de la meilleure actrice en 2017 pour L'Affranchie (La Ragazza del mondo) et Non è un paese per giovani.
- Ciak d'oro du meilleur duo de l'année en 2017 (avec Michele Riondino) pour L'Affranchie (La Ragazza del mondo).